# 中国人民政治协商会议第七届全国委员会委员名单
中国人民政治协商会议第七届全国委员会共有委员2081人，任期为1988年4月至1993年3月。

## 主席、副主席、秘书长
- 主席：李先念
- 副主席：王任重、阎明复、方毅、谷牧、杨静仁、康克清、帕巴拉·格列朗杰、胡子昂、钱昌照、周培源、缪云台、王光英、邓兆祥、赵朴初、屈武、巴金、马文瑞、刘靖基、王恩茂、钱学森、钱伟长、胡绳、孙晓村、程思远、卢嘉锡、钱正英、苏步青、司马义·艾买提

（1989年3月第二次会议增选）
侯镜如、丁光训
（1990年3月第三次会议增选）
洪学智
（1991年4月第四次会议增选）
叶选平
- 秘书长：周绍铮[注 1]、宋德敏（第四次会议增选）

## 常务委员
丁轸宇、万国权、千家驹、马信、马大猷、马玉槐、马海德、王匡、王枫、王健、王玉清、王光美、王艮仲、王扶之、王秉祥、王神荫、王鸿祯、王锡爵、王黎之、方荣欣、孔飞、艾买提·瓦吉地、卢邦正、叶仁寿、叶至善、叶笃义、叶恭绍、叶桔泉、叶道英、田渊、田光涛、田麦久、田昭武、白纪年、白治民、冯友兰、冯元蔚、冯素陶、冯梯云、冯德培、兰志流、尧西·古公才旦、光仁洪、乔明甫、任荣、邬沧萍、庄世平、庄明理、刘开渠、刘元瑄、刘向三、刘西尧、刘海清、刘海粟、刘崑水、刘秉彦、刘尊棋、关梦觉、江平、江家福、池际尚、汤元炳、汤定元、汤德全、安子介、安士伟、许志猛、许宝骙、孙廷芳、孙孚凌、孙承佩、孙越崎、阳忠恕、买合苏德·铁依波夫、严东生、苏赫、苏子蘅、苏谦益、李刚、李定、李涛、李毅、李人林、李人俊、李子诵、李文宜、李水清、李世济、李沛瑶、李纯青、李国豪、李健生、李振军、李铁铮、李源潮、李儒云、杨槱、杨士杰、杨西光、杨纪琬、杨克成、杨拯民、杨斯德、肖乾、吴京、吴文俊、吴式铎、吴廷栋、吴廷璆、吴作人、吴冷西、吴克泰、吴志超、吴修平、吴觉农、吴祖强、吴羹梅、何正文、余湛、余国琮、启功、沈元、沈从文、沈求我、沈其震、沈遐熙、宋希濂、宋季文、宋鸿钊、宋儒耀、罕富有、张权、张钧、张祥、张光斗、张毕来、张志公、张伯权、张君秋、张国声、张明养、张春男、张香山、张素我、张敬礼、张媛贞、张楚琨、陆平、陆榕树、陆镇藩、陈宇、陈岱孙、陈秉权、陈祖沛、陈荒煤、陈铭珊、陈铭德、陈逸松、林亨元、林盛中、林默涵、松布、欧阳文、明旸、易礼容、罗琼、罗冠宗、罗涵先、金开诚、金显宅、金泰甲、金鲁贤、周颖、周与良、周化民、周同善、周巍峙、郑守仪、郑洞国、宗怀德、经叔平、项朝宗、赵子立、赵伟之、赵君迈、赵海峰、赵超构、胡敏、胡如雷、胡赛音·斯牙巴也夫、柯华、柯灵、钟师统、侯学煜、侯祥麟、侯镜如、闻家驷、姜培禄、洪晶、胥光义、袁隆平、袁翰青、聂卫平、贾石、贾亦斌、顾大椿、钱三强、徐以枋、徐以新、徐昭隆、徐逸樵、徐斌洲、爱泼斯坦、凌其翰、高天、郭秀仪、郭维城、郭维藩、唐有祺、唐振绪、唐翔千、浦安修、谈家桢、谈镐生、陶鲁笳、桑顶·多吉帕姆、黄昆、黄维、黄翔、黄大能、黄正清、黄甘英、黄长溪、黄克立、黄启汉、黄启章、黄汲清、黄逖非、黄凉尘、黄鼎臣、黄静波、梅行、曹禺、曹达诺夫·扎伊尔、龚子荣、康永和、梁家、梁尚立、梁裕宁、梁漱溟、彭友今、葛志成、董幼娴、韩克华、韩哲一、程裕淇、傅学文、傅铁山、曾近义、谢良、谢立惠、谢冰心、雷天觉、鲍奕珊、嘉木样·洛桑久美·图丹却吉尼玛、蔡文浩、臧克家、廖延雄、谭惕吾、熊晃、熊向晖、黎遇航、翦天聪、薛明、霍懋征、戴树和、戴爱莲、魏龙骧
（第二次会议增选）
李开信、李赣骝、何鲁丽、杨堤、钱锺书、解峰
（第三次会议增选）
杨植霖、宋德敏、唐敖庆、谈维煦
（第四次会议增选）
王文元、叶选平、多杰才旦、贡唐仓·丹贝旺旭、李默庵、陈仲颐、陈灏珠、帕提曼·贾库林、周光春、蒋民宽

## 委员

### 中国共产党（90名）
丁秋生、马仪、马文瑞、马庆雄、王钊、王锐、王西萍、王任重、王卓如、王秉祥、王恩茂、王涛江、王惠德、牛书申、方毅、孔飞、邓存伦、石林、申健、白介夫、白向银、白治民、冯直、冯元蔚、冯锦汶、朱涤新、乔明甫、乔培新、刘放、刘向三、刘华峰、刘鸣九、刘尚之、刘秉彦、刘雪初、李刚、李定、李涛、李人俊、李开信、李先念、李修仁、李德仲、杨振怀、杨静仁、何正文、余湛、谷牧、张文寿、张同钰、张国声、张香山、陆平、陈钝、苟元书、林浩、林准、林泽生、欧阳文、罗琼、苗春亭、季国标、周化民、周绍铮、赵发生、胡绳、柯华、俞雷、宫达非、胥光义、贺秉章、柴泽民、钱正英、徐以新、徐少甫、徐斌洲、龚子荣、龚育之、康克清、阎明复、梁家、彭德、彭友今、蒋光化、焦力人、谢良、塞风、廖井丹、熊向晖、冀绍凯

### 中国国民党革命委员会（65名）
王枫、王奇、王玉梅、王景渊、王锡爵、韦大卫、毛增滇、毛翼虎、邓先诚、冯友、边长泰、宁光堃、刘一平、刘元瑄、刘瑶章、许功锐、许宝骙、孙柏秋、孙越崎、苏从周、李沛瑶、李赣骝、杨小佛、杨纪琬、肖善因、吴京、沈求我、宋长悌、张弘谋、张克明、张廉云、张媛贞、张锡田、陈方伯、陈炎武、陈家振、陈铭德、邵恒秋、林南园、周颖、郑洞国、屈武、赵伟铎、胡敏、胡景通、侯镜如、耿岳仑、贾亦斌、钱昌照、徐以枋、徐国懋、凌其翰、高葆英、郭海长、唐振绪、谈维煦、黄启汉、黄逖非、覃异之、傅学文、雷启霖、蔡绍芝、廖运周、谭惕吾、潘瑞征

### 中国民主同盟（65名）
丁石孙、千家驹、马大猷、马梅荪、王健、王健、王瑶、王丹凤、王祖旦、孔令仁、卢乐山、叶笃义、叶培大、冯亦代、冯克熙、冯宏顺、冯素陶、邢其毅、邬沧萍、刘开渠、刘延良、关世雄、关梦觉、池际尚、许政润、寿进文、苏步青、李文宜、李树元、李曙轩、杨奎章、吴东儒、吴汉家、吴廷璆、吴克清、吴作人、吴春选、吴修平、吴富恒、沈元、沈晋、张芝联、张毕来、张乔啬、张纪域、陈癸尊、陈敏之、陈新民、林亨元、林宗彩、罗涵先、赵理海、赵继游、侯学煜、闻家驷、钱伟长、翁曙冠、高天、高国泰、高景德、高擎洲、谈家桢、章振乾、傅世英、戴树和

### 中国民主建国会（64名）
万国权、马公瑾、王坚、王仁中、王光英、王艮仲、王洪昌、文宝瑛、邓季惺、卢菊芳、白大华、冯克煦、冯梯云、边嘉珏、朱元成、朱绍文、庄申、刘公诚、刘正谟、刘家权、刘崑水、江子砺、孙延年、孙晓村、阳忠恕、李文杰、李月华、李志方、杨克成、肖国金、吴觉农、吴羹梅、李功九、余振中、沈日新、张旭、张焕文、陈乃昌、陈广生、陈铭珊、林永孚、金斌统、周同善、庞延斌、柏岳、姜庆湘、施宁荪、钮守章、秦元珍、钱椿涛、钱碧琴、徐祖宏、郭礽疆、唐宝心、资耀华、黄舜、黄大能、董幼娴、蒋达宁、韩传雄、虞效忠、蔡体铨、蔡载经、谭兴宜

### 无党派民主人士（49名）
丁轸宇、王振铎、叶道英、冯寅、冯德培、朱扶、朱伯禄、朱洁夫、任以奇、任宗德、关士聪、李希泌、李铁铮、杨希枚、杨国桢、吴永泰、吴家楹、沈从文、沈尔炎、张春男、陆钦侃、陈逸松、茅祖杓、林娜、郑孝燮、孟鞠如、赵君迈、胡公石、胡有萼、俞恩瀛、钱人元、倪松茂、徐逸樵、郭布罗·润麒、唐连第、梅绍武、章沛、梁裕宁、梁漱溟、董竹君、蒋彦胤、韩云岑、韩咏华、程学敏、程思远、雷天觉、廖静文、缪云台、潘国定

### 中国民主促进会（34名）
牛平甫、方明、石泉、史念海、朱鸿鹗、刘西林、刘震华、麦赐球、巫宝三、吴荣、应中逸、张光瑛、柯灵、张志公、张明养、张景宁、陈慧、陈一百、苗永明、林增平、岳炳忠、金立强、段成桂、陶祥洛、黄敬芳、章臣桓、葛志成、蒋家祥、傅淑芳、谢冰心、熊性美、滕茂桐、德继民、霍懋征

### 中国农工民主党（34名）
丁贡南、马吉庆、王传琛、王治田、方荣欣、孔令朋、邓昊明、卢嘉锡、叶桔泉、田光涛、光仁洪、刘宗宽、刘崇智、苏应衡、杜德育、李健生、何绍勋、沈其震、宋承铮、宋儒耀、张纯之、张鹤镛、邵令方、赵绍琴、祝谌予、柴邦衡、郭秀仪、黄立圻、黄耀燊、阎承先、董敬舒、管仲伟、翦天聪、潘澄濂

### 中国致公党（20名）
卞伯仲、司徒擎、刘文湖、许志猛、李世雄、邱国义、何上举、谷建芬、陆榕树、陈荣悌、陈修德、郑守仪、俞云波、唐国俊、黄光、黄独峰、黄清渠、黄鼎臣、韩明、蔡其侃

### 九三学社（34名）
方亮、冯楠、孙承佩、许香谷、李毅、李孝芳、杨槱、吴翼、吴廷椿、启功、汪愚、张叔英、陈立、陈明绍、金开诚、金克木、金显宅、周培源、赵伟之、洪绂曾、袁龙蔚、袁翰青、钱锺韩、唐立民、唐有祺、黄汲清、笪移今、程裕淇、曾近义、曾陇梅、谢立惠、廖延雄、潘菽、薛公绰

### 台湾民主自治同盟（20名）
叶庆耀、苏子蘅、李纯青、吴克泰、汪慕恒、陈水、陈木森、陈仲颐、陈荣驾、范新发、林东海、林盛中、郑励志、徐振文、徐萌山、黄启章、曾人宗、蔡启运、潘渊静、戴见能

### 中国共产主义青年团（12名）
丁耀民、王东华、王雨顺、王淑玲、巴特尔、祁爱花、张希钦、李源潮、茅临生、赵喜明、徐祝庆、覃彦瑞

### 中华全国总工会（64名）
丁可则、王仲方、王振远、王家扬、王崇伦、方嘉德、卢在、冯祖椿、刘家骧、刘智生、江长源、孙洪敏、买买提色依提·热里木、严忠勤、严维桢、杜尔逊、李冀、李天一、李友祥、李国忠、李容光、李燕杰、杨和平、张孝敬、张良志、吴式铎、汪敬虞、宋季文、陈宇、陈秉权、陈能兴、陈康林、陈维祯、邵子言、林万騤、易礼容、罗淑珍、周太和、周光墉、单书、赵玉馨、赵秀贞、赵景歧、赵景棠、姚茂启、姚经才、秦道夫、袁家菽、热夏提·牙生、顾大椿、徐葵、徐传俭、郭孝礼、陶其媺、曹宁建、章开沅、章午生、康永和、屠由瑞、彭慕业、董蕴琦、曾吉恕、韩凯、童大林

### 中华全国妇女联合会（71名）
于蓝、于若木、王于、王华、王亚夫、王庆淑、王秀梅、王焕臣、王瑜珑、王翠娇、邓晓媺、包淑和、冯莉莉、司徒梅芳、过宁扶、朱旦华、朱锦沁、刘澈、刘鸿祥、关涛、杜孟庸、杜瑞兰、巫昌祯、李林、邱洛琳、何泽慧、何理良、沈谱、张西蕾、张自清、张洁珣、张素我、张惠兰、林兴明、卓碧玉、罗越嘉、周远楣]、周叔璜、郑瑛、郑丽荣、郑晶莹、草明、胡正芝、胡长和、柯雪琦、柳无非、俞惟乐、施如璋、姚代亮、姚淑平、秦怡、夏琫瑛、顾文霞、徐永端、郭月芳、郭肖容、浦安修、黄杰、黄梦玲、曹瑞武、龚光文、章岩、程誌青、谢飞、雷一东、臧慧芬、潘复兰、薛明、戴克宇

### 中华全国青年联合会（16名）
刘长瑜、刘再复、刘晓庆、关牧村、杜宪、李大维、杨乐、张大宁、范曾、赵玉芬、赵丽宏、洛桑、倪以信、覃志刚、策墨林·单增赤列、廖秋忠

### 中华全国工商业联合会（60名）
丁忱、丁言章、马品芳、王范、王惠、厉志成、方文瑜、邓有仁、叶元铮、叶仁寿、叶宝珊、田来春、冯和法、托乎提毛拉·托瓦库力、刘世增、刘荷甫、刘靖基、刘鹤章、关炳如、汤元炳、汤蒂因、孙廷芳、孙孚凌、苏家兴、李永锡、李宗坊、杨振斌、杨鉴清、吴鑫、吴志超、邱庆铭、何信泉、邹子龄、张春申、张宽训、张敬礼、陈兴昌、陈祖沛、周宝芬、於坤裕、经叔平、荣仁本、胡子昂、胡平旭、胡世俊、胡宏敏、恰巴·格桑旺堆、姜培禄、袁世先、徐昭隆、郭守昌、郭德恒、诸德耀、黄长溪、黄英民、黄凉尘、黄峻山、梁尚立、程秉文、傅文祺

### 中华全国台湾同胞联谊会（19名）
王碧云、石静如、朱天顺、刘亦铭、苏英俊、吴英辅、张克辉、张澄生、陈志平、陈明达、陈锦堂、罗朋、周桑漪、洪涛、徐兆麟、徐能光、郭平坦、涂添凤、容汉诠

### 文化艺术界（140名）
丁聪、刁光覃、于伶、才旦卓玛、马季、马友仙、王酩、王玉磬、王立平、王乐天、王济夫、王馥荔、方掬芬、巴金、古华、左大玢、叶浅予、白杨、白雪石、白淑湘、冯牧、冯骥才、邢籁、华君武、毕克官、刘白羽、刘炳森、刘海粟、刘德海、刘燕平、江定仙、孙瑛、孙家琇、严良堃、杜近芳、李准、李小春、李可染、李光羲、李世济、李谷一、李和曾、李焕之、李默然、杨乃珍、杨村彬、杨秋玲、杨宪益、肖军、吴雪、吴乐懿、吴冠中、吴祖光、吴祖强、何士光、邹德华、延泽民、沈湘、张权、张庚、张水华、张君秋、张贤亮、张松鹤、张宝英、张瑞芳、阿依吐拉、陈健、陈汝斌、陈伯华、陈荒煤、陈爱莲、陈裕德、邵宇、武季梅、林默涵、罗天婵、帕夏·依夏、周小燕、周而复、周汝昌、周克芹、周巍峙、郑雪来、郎毓秀、项堃、赵寻、赵青、胡松华、胡絜青、莫德格玛、钟振发、俞振飞、姚珠珠、姚雪垠、贺绿汀、骆玉笙、袁世海、贾桂林、钱江、徐肖冰、高占祥、资华筠、黄翔、黄永玉、黄苗子、黄贻钧、黄婉秋、黄新德、梅阡、曹禺、盛中国、常书鸿、崔美善、章宗义、梁黄胄、喜彩莲、蒋月泉、韩美林、程十发、舒强、舒群、谢晋、谢添、谢雨辰、赖少其、筱俊亭、新凤霞、臧克家、裴艳玲、管桦、黎雄才、潘虹、潘素、霍达、戴爱莲、魏明伦

### 科学技术界（231名）
丁宪祜、于敏、马杏垣、马湘平、王元、王大珩、王习三、王天眷、王文义、王亚辉、王再生、王守武、王壮飞、王运丰、王良楣、王希舜、王佛松、王钟琦、王振纲、王毅之、王德宝、甘澄泽、石奉天、石忠汉、卢东阁、卢庆骏、卢国纪、叶大年、叶心力、叶正大、叶汝求、叶德灿、叶耀东、田、复、白文元、冯伟年、冯家璋、冯勤为、成思危、朱耘、任道源、华宁熙、庄启谦、庄孝僡、刘可栋、刘佩荣、刘曾达、齐卫民、江英彦、汤定元、汤德全、许中明、阳含熙、孙钟秀、严东生、严星华、杜燕孙、李苏、李昌、李觉、李乃暨、李正武、李存模、李鹗鼎、李敏华、李慕愚、李德平、励承豪、岑淳、肖民、肖家捷、吴文、吴钰、吴骁、吴大观、吴大诚、吴文俊、吴生林、吴百川、吴问涛、吴武封、吴征铠、吴震春、邱守锽、何广乾、余燊、余兴远、余南廉、邹、明、邹仁鋆、邹承鲁、闵豫、汪大成、汪希萱、汪德昭、沈尔康、沈华生、宋大康、宋叔和、张英、张建、张维、张开逊、张文正、张彬、张永明、张有萱、张连华、张建怡、张致一、张乾二、张遐昌、张朝琛、张镰斧、陆元九、陆业海、陈正志、陈永龄、陈国珍、陈相荣、陈泽深、陈家镛、陈能宽、陈难先、陈培烈、陈绳武、陈肇博、范镜渊、林华、林金、林同骥、林秉南、罗西北、罗沛霖、季毓彪、岳希新、金宗哲、金实蘧、周立三、周亚特、周光宇、周师庸、周明镇、羌逢戍、项志选、赵锟、赵维纲、胡聿贤、荆其诚、侯立尊、侯祥麟、侯德原、俞宝传、施复言、姜俊平、洪加威、洪朝生、姚汝华、姚建铨、莫馨一、夏国治、顾正秋、顾知微、顾毓瑔、梁守槃、钱三强、钱孝虹、钱君伟、钱学森、钱保功、钱思初、钱家治、徐驰、徐大铨、徐邦裕、徐如镜、徐时辅、徐来自、徐性初、徐博文、翁文波、高子曼、高维荣、席成洲、郭正谊、郭承基、郭祥熹、郭慕孙、郭履灿、郭燮贤、唐鸿千、谈镐生、陶涛、陶亨咸、陶诗言、黄昆、黄远强、曹乐安、章基嘉、阎立中、屠焰、屠守锷、彭少逸、彭德钊、董少绩、蒋全、蒋丽金、惠永正、程之光、程开甲、傅熹年、童傅、曾守中、谢绍明、谢家泽、谢燕声、蓝天、楼阅棅、雷荣天、鲍奕珊、蔡其巩、蔡诗东、蔡睟盎、廖民欢、谭汉洲、熊正美、熊尚元、颜捷先、颜植生、戴元本、戴传曾

### 社会科学界（68名）
王世英、王世襄、王玉清、王仲殊、王传纶、王铁崖、方强、东噶·洛桑赤列、史树青、冯友兰、邢贲思、吕澂、刘导生、汝信、安金槐、许立群、孙执中、李荣、李新、李京文、吴介民、何方、何正璜、余绳武、张广达、陈征、陈岱孙、陈高华、陈舜瑶、林子东、林甘泉、罗元铮、罗哲文、罗章龙、金冲及、郑为之、项克方、胡如雷、恰贝·次旦平措、段文杰、俞平伯、姜伯勤、袁永熙、贾题韬、钱锺书、徐之河、徐苹芳、殷叙彞、高锐、高体乾、唐弢、浦山、浦寿海、梅行、常诚、盖山林、蒋和森、韩树英、韩德培、傅懋勣、谢辰生、楼福卿、廖沫沙、谭旌樵、樊骏、蒋正华、滕颖、冀淑英

### 农林界（85名）
马骥、马玉槐、马寿桃、王云龙、王兴让、王运华、王炎堂、王念基、王绪捷、王楚云、毛炳衡、孔繁瑶、邓旭、艾宏韬、左叶、叶正襄、丹彤、母秋华、过益先、成俊卿、吕清、朱则民、任继周、向寿、庄巧生、刘仕贤、刘培植、刘麟书、关勋、安法乾、许伍权、李化一、李玉山、李光博、李伯宁、李秉滔、李绍禹、李信贤、李增崇、肖鹏、吴中伦、吴凤启、吴克騆、汪菊渊、沈隽、张子仪、张季高、张树榛、张修竹、张逢时、陈鸿佑、林平、林毅夫、罗新书、周尧、周大荣、周立端、周政贤、郑恒受、郑镇安、孟庆闻、赵学源、赵法箴、赵善欢、胡洪凯、胡祥壁、禹作敏、侯锋、娄成后、洪宝顺、袁隆平、祝源又、徐芝纶、徐廷文、陶鼎来、黄枢、曹赤阳、龚得福、惠庆祺、景晓村、程习武、湛时霖、谢华、谢浩然、魏廷琤

### 教育界（135名）
丁懋萱、大洛桑朗杰、马长贵、王洲、王于畊、王竹亭、王佐良、王祖农、王菊生、王鸿祯、王斯雷、王辉丰、王福重、王震源、邓璟、邓汉馨、甘幼玶、古元、古可、左景伊、石惠恩、卢鹤绂、申泮文、叶刚、叶恭绍、田昭武、史说、邢文卫、朱及群、朱亚杰、刘筠、刘云旭、刘世楷、刘忠德、刘宜伦、刘思福、刘复光、刘恒椽、刘盛纲、刘鸿文、关百成、苏谦益、李莎、李正才、李秉德、李国豪、李振麟、李载柔、李曼村、杨桂通、时钧、吴纯素、吴葵光、吴景荣、余国琮、张健、张士勋、张友梅、张文松、张光斗、张远谋、张梦实、张鉴祖、陆慈、陆景云、陆善镇、陈宏、陈卓、陈心铭、陈光辉、陈涵奎、苗永淼、林传鼎、罗辽复、竺苗龙、金日光、周与良、周克定、周其节、周铁农、郑重、郑基英、孟雁君、项子明、赵沨、赵靖、赵重远、胡征、胡和生、侯仁之、侯博渊、闻邦椿、姜伯驹、洪晶、姚奠中、饶博生、袁力庸、徐光宪、高沂、高歌、高士品、高小霞、高兆兰、高伯龙、高良润、郭明秋、郭湖生、郭履容、唐敖庆、浦通修、黄辛白、黄启助、黄鸿鼎、黄德音、梁宗巨、彭道儒、蒋守规、童懋林、曾德林、谢志成、谢莹莹、谢颂凯、赖万才、赖祖涵、蔡光天、蔡秉久、蔡强康、臧伯平、管致中、管梅谷、樊恭烋、戴执中、戴复东、魏荣爵

### 体育界（24名）
马青山、马基铭、王文教、王钧祥、王菊蓉、田麦久、曲绵域、刘庭怀、刘适兰、杨人燧、何伟钦、何振梁、张家宝、张蓉芳、林笑峰、郑敏之、钟师统、聂卫平、徐益明、高丰文、黄健、黄强辉、阎维仁、蔡龙云

### 新闻出版界（32名）
王益、王子野、叶华、叶至善、叶君健、冯锡良、刘尊棋、安岗、孙轶青、严文井、苏星、李峰、杨西光、肖乾、吴冷西、吴泽炎、沙博理、张西洛、陆诒、陈必娣、陈翰伯、范荣康、林基洲、罗俊、和穆熙、赵超构、耿绍光、徐盈、徐铸成、爱泼斯坦、谢文清、魏璐诗

### 医药卫生界（93名）
马立人、马永江、马成义、马海德、王夔、王天铎、王玉川、王务迪、王孝涛、王贤才、王诗恒、王秉正、王绵之、王翠霞、卢士谦、乐铜、兰瑚、邢光辉、吕炳奎、朱既明、朱洪荫、刘志明、米勒、孙信孚、孙衍庆、孙毓庆、严庆汉、李果珍、李桓英、李辅仁、李锡莹、杨甲三、杨德旺、邱茂良、邱明庆、何观清、何瑞荣、宋汝良、宋鸿钊、张金哲、张镜人、陆干甫、阿不都力米提·玉素甫、陈过陈新、陈君石、陈坤惕、陈钟英、林崧、郁知非、尚天裕、尚德俊、罗布桑、金大雄、金启祥、周超凡、庞巨丰、郑玲才、哈荔田、钟品仁、钟毓斌、侯健存、修瑞娟、施奠邦、都本洁、耿兆麟、顾方舟、顾伯华、顾英奇、钱宇平、殷凤峙、翁心植、翁嘉颖、凌一揆、郭子恒、桑国卫、黄量、章荣烈、梁乃津、彭司勋、董方中、蒋秉东、喻娴武、程莘农、傅莱、章尔昌、谢荣、路志正、臧人和、管忠震、樊苏培、魏龙骧

### 对外友好团体（38名）
丁国钰、丁雪松、马仲文、王阑西、王耀庭、孔筱、卢绪章、田一明、毕季龙、刘春、刘志汉、刘希文、孙平化、李则望、李寿葆、杨天全、杨斯德、宋之光、张化东、张光斗、陆璀、陈忠经、林林、郁文、赵安博、姚仲明、贾石、唐明照、黄甘英、黄世明、黄国光、曹克强、龚普生、康岱沙、韩克华、景新汉、潘静安

### 社会救济福利团体（19名）
王青林、王定国、王照华、尤祥斋、史怀璧、白茜、安建平、李克、杨纯、吴全衡、张文庄、林佳楣、高锡朋、黄乃、章明、傅师荣

### 少数民族（95名）
刀世勋、马可、马信、马正中、马乐庭、马世恭、王寿昌、王连芳、王思明、木全章、韦国仁、乌力更、乌拉迪米尔·尼科来耶维奇·孜缅科、孔志清、巴岱、艾买提·瓦吉地、石邦智、平康·次仁顿珠、卢邦正、田渊、田恩波、生钦·洛桑坚赞、兰光谅、兰志流、司马义·艾买提、尕布藏、吉普·平措次登、刘树生、江家福、孙格巴顿、买合苏德·铁依波夫、买买提吐尔逊·巴吾东、赤列、贡巴萨·土登吉扎、严天华、苏赫、李瑾、李光华、李儒云、杨堂松、吴守贵、罕富有、张子斋、阿乐群则、纳国祥、拉鲁·次旺多吉、松布、果基尼迫、金世琳、金泰甲、周礼成、单得真、孟苏荣、赵恩登、胡德胜、胡赛音·斯牙巴也夫、恰扎·强巴赤列、洛布桑、洛桑赤耐、祖拉力·牙库甫、格桑顿珠、敖德木勒、爱新觉罗·傅佐、郭维藩、党巴、朗加、措姆、黄正清、麻合苏提·艾克拜尔、盘才万、葛德洪、韩麦扫日、傅景贤、尊杰·索朗坚村、雷冯辉、嘎多·锡雄、潘李珍

### 归国华侨（31名）
王汉杰、邓景扬、邝公道、吕敦村、庄明理、庄炎林、李家明、杨银仙、肖岗、张作梅、张楚琨、陈有海、陈兆强、林水龙、林克安、林雪梅、郑正仁、赵士杰、侯虞钧、徐发淦、郭毅为、黄其兴、黄锡坚、彭光涵、谢文思、谢福美、赖稳贤、蓝江、蔡俊迈、黎沪娟、颜西岳

### 港澳同胞（67名）
马蒙、王衡、王孝行、邓广殷、古胜祥、石慧、石景宜、司徒辉、冯永祥、冯庆锵、朱鹤皋、伍淑清、庄世平、刘迺强、安子介、许东亮、阮北耀、孙城曾、牟润孙、苏务滋、李子诵、李东海、李作基、李侠文、杨光、杨声、吴多泰、吴炳昌、利黄瑶璧、邱成章、邱德根、何世柱、余平仲、余国春、闵建蜀、张永珍、陈文裘、陈丕士、陈复礼、陈焕璋、林贝聿嘉、罗桂祥、周鼎、郑华、胡应湘、胡鸿烈、钟景辉、贾桂藩、夏梦、徐四民、唐翔千、陶开裕、黄允畋、黄克立、黄启铎、黄祖芬、黄梦花、脱维善、康显扬、梁燊、梁披云、程慕灏、简福饴、蔡章阁、蔡演雄、翟暖晖、潘江伟

### 宗教界（55名）
土登唐巴、马贤、马进成、马松亭、王良佐、王学明、王神荫、王菊珍、云中嘎瓦、仁德、乌兰、玉赛音·阿吉、布米·强巴洛珠、伍并亚·温撒、华长吉、刘柏年、刘景和、刘雅敬、汤履道、安士伟、许力功、贡唐仓·丹贝旺旭、却西、杨高坚、吴爱恩、沈遐熙、沈德溶、张继禹、陆薇读、阿不都拉大毛拉·阿吉、明旸、罗济、罗冠宗、帕巴拉·格列朗杰、金鲁贤、周绍良、宗怀德、赵朴初、真禅、钱余荣、桑顶·多吉帕姆、唯觉、阎迦勒、隆莲、董光清、韩文藻、韩生贵、傅铁山、曾友山、谢生林、嘉雅、嘉木样·洛桑久美·图丹却吉尼玛、蔡文浩、熊真沛、黎遇航

### 特别邀请人士（251名）
万彤、马忠全、马烈孙、王云、王匡、王屏、王一藩、王文轩、王平水、王功安、王光美、王扶之、王定南、王育新、王建业、王庭钧、王树森、王绣锦、王黎之、王耀华、毛经权、文击、文强、方靖、孔昭恺、孔德懋、邓团子、邓兆祥、艾则佐夫·哈斯木、左良、石生荣、卢广绵、卢仁灿、卢南樵、田波、田世兴、史钧杰、白纪年、冯弗伐、冯振伍、冯锡铭、吕辑人、朱光、朱文榘、朱家譬、任荣、任务之、刘方、刘正、刘钊、刘枫、刘琦、刘云沼、刘月生、刘庆奎、刘西尧、刘光甫、刘建华、刘昌义、刘炳华、刘国錤、刘家栋、刘海清、米暂沉、江文、江平、江民风、许革夫、孙文芳、杜文敏、杜绍三、杜建时、李元、李轩、李佐、李人林、李子超、李水清、李以劻、李仙洲、李伯康、李际祥、李良汉、李宝光、李振军、李储文、李登嵩、杨士杰、杨玉山、杨永峰、杨应彬、杨伯涛、杨拯民、杨格非、杨树根、杨俊生、肖元、肖选进、肖耀堂、吴平、吴元龙、吴庆彤、吴尧民、吴拱照、吴建安、吴瑞山、何载、何廷一、何运洪、何善远、何辉燕、佟英、余建亭、汪少川、沙里、沙人麟、沈醉、宋伟斌、宋希濂、宋致和、宋晓菡、宋德敏、张衍、张钧、张祥、张力克、张力雄、张乃英、张日和、张凤岐、张正光、张西铭、张有谷、张如三、张伯权、张洁清、张秉纶、陈沂、陈如龙、陈克攻、陈芳模、陈金钰、陈洪新、陈炳宇、武尽法、拉希达、范明、林彬、尚明、罗历戎、罗应怀、罗坤山、罗晋琛、季龙、季树农、金绍先、金熙英、周正、周一峰、周振兴、周振强、郑国仲、郑庭笈、单印章、孟传生、赵杰、赵烽、赵子立、赵光炬、赵冠英、赵海峰、荣智健、胡楠卿、钟辉、钟夫翔、侯御之、姜习、姚文绪、贺敏学、栗光祥、秦德君、袁东衣、袁晓园、徐国夫、徐国贤、徐春阳、高戈、高平、高克、高存信、高振中、郭安娜、郭延林、郭汝瑰、郭洪超、郭维城、郭翼青、唐仲文、海灯、涂光禅、陶汉章、陶鲁笳、黄维、黄森、黄小英、黄天明、黄永华、黄伟民、黄植诚、黄静波、黄德懋、梅盛伟、曹达诺夫·扎义尔、曹步墀、崔健、崔维嶽、阎济民、梁蔼然、宿灿、彭清云、董益三、蒋文桂、韩哲一、韩增胜、黑伯理、程元、程浩、程容、程步云、傅继泽、谢直、谢雪萍、靳崇智、蒙定军、赖春风、路正西、廉仲、鲍奇辰、蔡端、廖伯康、廖述云、廖鼎祥、熊晃、熊志生、熊作芳、鲜恒、黎钦、黎原、黎仲修、潘启琦、穆常生
（第二次会议增选）
董寿平、杨植霖、丁光训、于熙训、王均、王殊、毛尔盖·桑木旦、云丽文、卢广声、卢燕南、叶仲若、加那·加拥克珠、冯理达、朱作霖、应伊利、刘玉堤、杨堤、杨清明、何鲁丽、沈嘉元、张子伊、陆达权、陈学俊、陈灏珠、林莉、容子青、梅向明、梁从诫、曹培生、解峰、酆炳军
（第三次会议增选）
王文元、王启宏、王郁昭、王奎章、王峻岩、刘豹、刘邦瑞、刘增禔、孙家栋、多杰才旦、李侃、李汉秋、李希竑、李树楠、李继勋、何凤祖、张乃诤、陈煐、陈益群、周觉、周伯萍、郑鸿业、赵炜、洪学智、钱广华、唐锦春、常近时、章中、阎颖、梁福寰、傅万保、樊海山
（第四次会议增选）
王之泰、王同亿、王恒丰、毛昭晰、方定菲、叶选平、田健、朱善卿、李默庵、吴豪德、何新、张侃、张铁男、张清德、阿嘉·罗桑图旦·久美嘉措、陈日新、陈可冀、邵华、帕提曼·贾库林、周光春、胡芝风、胡逸洲、施嘉明、徐英含、凌毓勋、高潮、高苕华、郭东坡、梅葆玖、龚振栋、蒋民宽、蔡振兴、蔡铭熹、嘉拉·降泽

### 中国科学技术协会（46名）
- 注：中国人民政治协商会议第七届全国委员会常务委员会第十二次会议决定恢复中国科学技术协会为全国政协的组成单位

马杏垣、王元、王夔、王大珩、王文义、王良楣、王振纲、过益先、朱亚杰、刘盛纲、汤德全、阳含熙、杜燕孙、李国豪、李鹗鼎、吴文、吴中伦、吴文俊、吴百川、汪德昭、张维、张有萱、陈永龄、陈家镛、林秉南、周明镇、胡聿贤、胡祥璧、荆其诚、钟品仁、袁隆平、顾方舟、钱三强、翁文波、高潮、郭正谊、唐敖庆、陶亨咸、陶鼎来、黄远强、章基嘉、梁守槃、蒋丽金、程莘农、童傅、鲍奕珊